# Mateja Kežman
Mateja Kežman (ur. 12 kwietnia 1979 w Belgradzie) – serbski piłkarz, który występował na pozycji napastnika. W latach 2000–2006 reprezentant Serbii i Czarnogóry.

## Kariera klubowa
Mateja Kežman zawodową karierę rozpoczął w 1995 w klubie FK Zemun. Następnie grał w zespołach FK Loznica i FK Smederevo, a latem 1998 podpisał kontrakt z Partizanem Belgrad. Razem z nim w 1999 sięgnął po tytuł mistrza kraju, a w całym sezonie zdobył 6 goli. W kolejnych rozgrywkach Kežman prezentował już znacznie lepszą skuteczność – w 38 ligowych pojedynkach strzelił 28 bramek i został najlepszym strzelcem sezonu.
W 2000 Serb podpisał kontrakt z PSV Eindhoven. W Eredivisie zadebiutował 19 sierpnia w przegranym 2:0 meczu z De Graafschap, a 1 października zdobył swojego pierwszego gola w zwycięskim 1:0 spotkaniu przeciwko FC Groningen. 18 listopada Kežman strzelił 4 bramki w wygranym 4:1 pojedynku z Heerenveen, a 27 stycznia 2001 uzyskał hat tricka w zwycięskim 6:0 meczu przeciwko RBC Roosendaal. Przez cały sezon na listę strzelców wpisał się 24 razy i został królem strzelców rozgrywek. Sukces ten Kežman powtórzył także w sezonach 2002/2003 i 2003/2004, kiedy to zdobył kolejno 35 i 31 goli. Razem z PSV serbski napastnik dwa razy wywalczył mistrzostwo i 3 razy Superpuchar Holandii.
Latem 2004 za nieco ponad 5 milionów funtów Kežman odszedł do Chelsea. Dla nowego klubu strzelił między innymi zwycięską bramkę na 3:2 w dogrywce spotkania Carling Cup z Liverpoolem. W Premier League Serb zaliczył jednak tylko 4 trafienia w 24 występach, a razem z „The Blues” został mistrzem kraju oraz zdobył Puchar Ligi Angielskiej. Sezon 2005/2006 Kežman spędził w Atlético Madryt. W Primera División strzelił 8 goli, a więcej bramek na koncie w jego drużynie mieli tylko Fernando Torres i Maxi Rodríguez. W ligowej tabeli Atlético zajęło 10. miejsce, dotarło także do 1/8 finału Pucharu Króla.
W sierpniu 2006 Kežman podpisał czteroletnią umowę z Fenerbahçe SK, a działacze tureckiego zespołu zapłacili za niego niemal 10 milionów dolarów. W pierwszej lidze tureckiej Serb zadebiutował 9 września podczas wygranego 4:2 pojedynku z Antalyasporem, a już 17 września zdobył gola w zremisowanym 1:1 spotkaniu przeciwko Sivassporowi. W debiutanckim sezonie w nowej drużynie Kežman wywalczył z Fenerbahçe mistrzostwo Turcji, a w kolejnych rozgrywkach w ligowej tabeli zajął 2. miejsce.
19 sierpnia 2008 były gracz Partizana został wypożyczony do Paris Saint-Germain z opcją transferu definitywnego. W nowej drużynie zadebiutował 23 sierpnia w spotkaniu z FC Sochaux-Montbéliard. Pierwszą bramkę zdobył natomiast 14 września w pojedynku z FC Nantes. W lutym 2009 został zawieszony na 15 dni przez swój klub, z powodu tego, że w meczu Pucharu Ligi z Girondins Bordeaux niezadowolony zdjął koszulkę i rzucił ją na murawę.
30 sierpnia 2009 Kežman został wypożyczony do rosyjskiego Zenitu Petersburg. Po wygaśnięciu umowy powrócił do PSG.
4 listopada 2010 roku za porozumieniem stron rozstał się ze swoim klubem. 19 stycznia 2011 roku podpisał kontrakt z South China AA.

## Kariera reprezentacyjna
W reprezentacji Serbii Kežman zadebiutował 25 maja 2000 w wygranym 2:0 towarzyskim meczu z Chinami i jeszcze tym samym roku wziął udział w mistrzostwach Europy. Na turnieju tym Jugosłowianie zostali wyeliminowani w ćwierćfinale przez Holandię, z którą przegrali 1:6. Następnie Kežman był członkiem drużyny, która występowała już jako reprezentacja Serbii i Czarnogóry. W 2006 razem z nią wystąpił na mistrzostwach świata, na których podopieczni Iliji Petkovica odpadli już w rundzie grupowej. Łącznie dla zespołu narodowego Kežman rozegrał 49 meczów i strzelił 17 bramek.